# Стройгазмонтаж
«Стро̀йга̀змонта́ж» — крупная российская строительная компания. Является генеральным подрядчиком строительства Крымского моста. До 2019 года владельцем компании являлся Аркадий Ротенберг.

## История

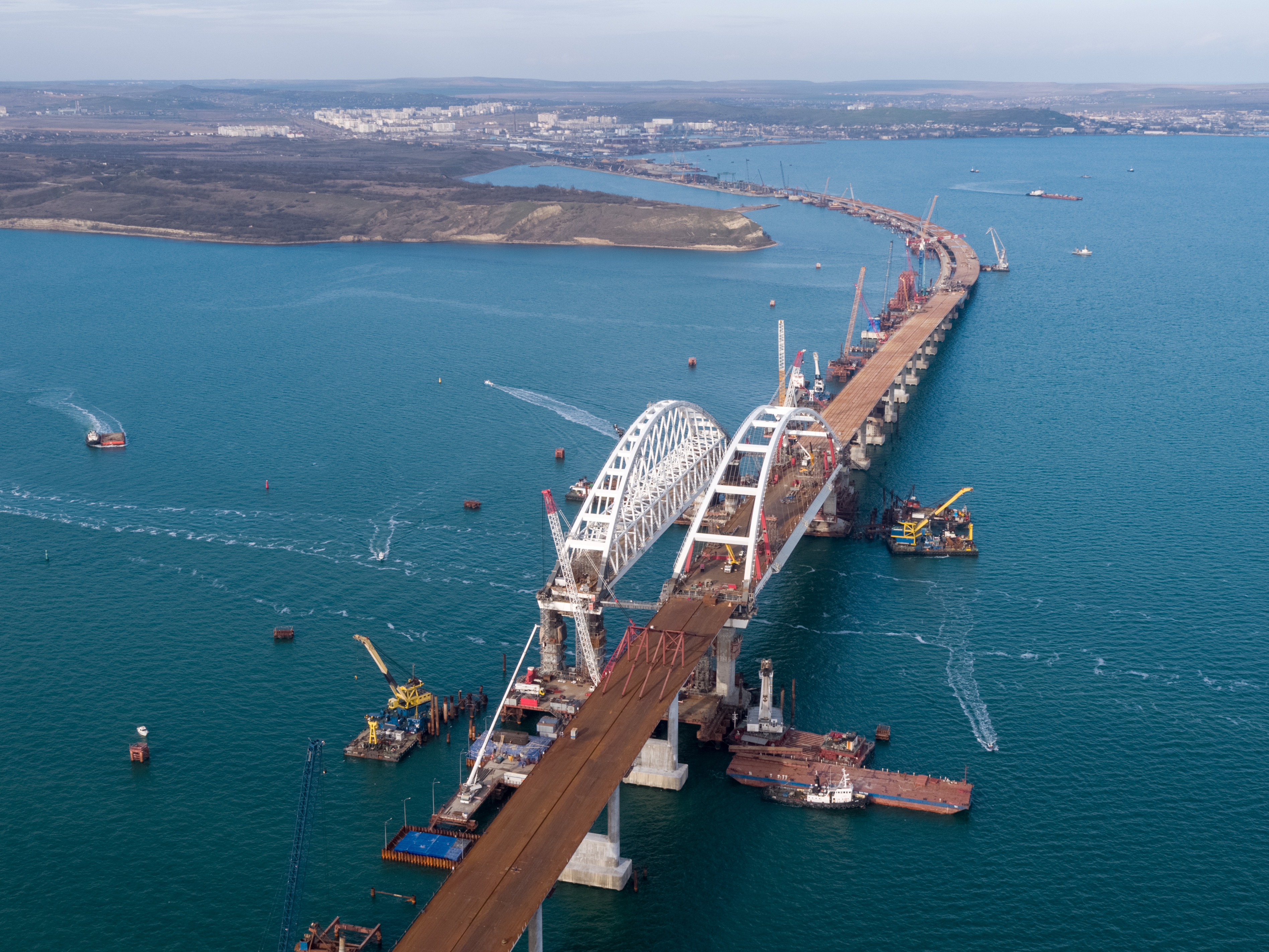
Крымский мост — один из самых известных инфраструктурных объектов, построенных компанией.

В мае 2008 года «Газпром» выставил на продажу контрольные пакеты пяти своих подрядных организаций: «Ленгазспецстрой», «Краснодаргазстрой», «Спецгазремстрой», «Волгограднефтемаш» и «Волгогаз». Непрофильные, как объявил позже «Газпром», активы ушли по стартовой цене — 8,4 млрд рублей. Эти компании являлись ведущими в нефтегазовом строительстве в РФ, обладали значительным опытом, работая на рынке от 35 и более лет. Затем приобретенные компании были объединены в одно юридическое лицо — «Стройгазмонтаж».
Весной 2008 г. «Стройгазмонтаж» после победы в тендере занялся строительством наземной части известного газопровода «Северный поток».
В 2009 году строительная компания стала основным партнером «Газпрома», выиграв 19 конкурсов на строительные работы для него.
Осенью 2011 г. «Стройгазмонтаж» оказался среди крупнейших компаний РФ (рейтинг «Эксперт-400»), заняв 36 место.
Весной 2014 года компания и её владелец Аркадий Ротенберг попали под санкции США. В январе 2015 года «Стройгазмонтаж» получил генподряд на строительство Крымского моста протяжённостью 19 км, который соединил Краснодарский край с Крымом. В 2016 году «Стройгазмонтаж» продолжил реконструкцию известного детского лагеря «Артек», выполняя работы общей стоимость около 26 млрд рублей.
В ноябре 2019 г. Аркадий Ротенберг продал компанию акционерному обществу «Стройинвестхолдинг».

## Виды деятельности
- инжиниринг
- логистика
- строительство
- капитальный ремонт
- контроль качества

## Санкции
31 июля 2018 года, из-за строительства моста «соединяющего Россию с незаконно аннексированным Крымским полуостровом», компания внесена в санкционный список стран Евросоюза.
15 марта 2019 года Канада ввела санкции против «Стройгазмонтаж» из-за «агрессивных действий» России в Черном море и Керченском проливе, а также из-за аннексии Крыма.
Позднее компания попала под санкции США, Швейцарии, Австралии и Украины.

## Финансовые результаты[источникне указан 2341 день]
| Показатель     | 2014 год          | 2015 год          | 2016 год          | 2017 год          |
| -------------- | ----------------- | ----------------- | ----------------- | ----------------- |
| Выручка        | 224,9 млрд рублей | 279,5 млрд рублей | 276,4 млрд рублей | 259,8 млрд рублей |
| Чистая прибыль | 15,2 млрд рублей  | 28,9 млрд рублей  | 11,9 млрд рублей  | 15,0 млрд рублей  |